# Оксиредуктазы
Оксиредуктазы — ферменты, катализирующие реакции окисления и восстановления с субстратами A и B. Среди основных выделяют: оксидазы, анаэробные дегидрогеназы. В 1976 году все ферменты (в том числе и оксидоредуктазы) были разделены на классы в соответствие с катализируемыми реакциями.  
Ферменты Оксидазы катализируют перенос протонов на атом кислорода. Анаэробные дегидрогеназы, наоборот переносят протоны на промежуточный субстрат и не взаимодействую с кислородом. Оксиредуктазы действуют в качестве акцептора на перекись водорода, используется в пивоваренной промышленности.     